# Савез хокеја на леду Уједињеног Краљевства
Савез хокеја на леду Уједињеног Краљевства, ИХУК (енгл. Ice Hockey UK - IHUK) кровна је спортска организација задужена за промоцију и организацију аматерског и професионалног хокеја на леду на подручју Уједињеног Краљевства.
Британски савез је основан у мају 1908. и једна је од четири изворне чланице и оснивача Међународне хокејашке асоцијације, у чијем пуноправном чланству се налази од 19. новембра 1908. године. У оквиру Савеза делују и засебни подсавези задужени за хокејашки спорт на подручју Енглеске и Шкотске.
Седиште Савеза налази се у главном граду Велса Кардифу.

## Историја
Велика Британија је била прва европска држава у којој је дошло до интензивнијег развоја хокеја на леду, а прву хокејашку утакмицу на тлу Европе (континенталног дела) одиграли су 1885. у швајцарском Санкт Морицу универзитетске екипе Оксфорда и Кембриџа.
Хокеј прво почиње да се развија на подручју Енглеске и Шкотске где је 1895. постојало 5 екипа, а 1897. у Лондону је основана екипа Лондон принс клаб у којој су играли студенти из Канаде. Управо тај тим је такмичећи се под заставом Јунион Џека 1910. Уједињеном Краљевству донео титулу првог европског првака.
У Лондону је 1903. постављена прва ледена површина са вештачким ледом на тлу Европе, и на том игралишту је исте године одржан први национални шампионат у хокеју на леду (такође први у Европи). Паралелно се развијао и хокеј на тлу Шкотске, а прва хокејашка утакмица у том делу земље одиграна је 1908. године, док је 1909. основана Хокејашка асоцијација Шкотске. Јединствено национално првенство игра се од 1914. године.
Током маја 1908. основана је и национална хокејашка асоцијација чији чланови су у новембру исте године учествовали у оснивачкој скупштини Међународне хокејашке асоцијације.
Енглеска национална лига основана је 1934. и чиниле су је професионалне и полупрофесионалне екипе. Преименована је у Британску националну лигу 1954. године након што су у њен састав укључена два најјача тима из дотадашње шкотске лиге.
У оквирима Савеза данас егзистирају и два огранка задужена за промоцију и развој хокеја на тлу Шкотске и Енглеске. За развој хокеја на тлу Северне Ирске задужен је Савез хокеја на леду Ирске.

## Такмичења
Основни задатак ИХУК-а је промоција и развој хокејашког спорта на целој територији Уједињеног Краљевства. Савез организује бројна такмичења у земљи на аматерском и професионалном нивоу, и координира рад свих националних селекција.
Британска елитна хокејашка лига представља највиши ранг клупског хокеја на тлу Велике Британије. Током историје систем и структура такмичења су се често мењали. Лига данас има професионални карактер и у њој се такмичи 10 клубова. Нижи ранг такмичења представљају Енглеска премијер лига и Шкотска национална лига. Најмасовнија је Енглеска национална лига у којој се такмиче 32 клуба. Постоји и женска премијер лига.
Мушка сениорска репрезентација је дебитовала на међународној сцени на Европском првенству 1910. где је освојила златну медаљу. Највећи успех је била златна олимпијска медаља на Играма 1936. у немачком Гармишу. Златно доба британског репрезентативног хокеја биле су 1920-е и 1930-е године када је национални тим важио за једну од најбољих екипа на свету. Током 1950-их долази до великог прилива страних играча у национална такмичења (углавном из Канаде) што се негативно одразило на промоцију домаћих играча, и дошло је до великог пада.
Женска сениорска репрезентација део је међународне сцене од 1990. године.

## Савез у бројкама
Према подацима ИИХФ за 2013. на подручју под ингеренцијама ИХУК-а регистровано је укупно 6.798 играча. Од тог броја њих 2.983 су се такмичили у сениорској (2.289 мушкараца и 694 жене), а 3.815 у јуниорској конкуренцији. Судисјку лиценцу поседовало је укупно 319 арбитара.
Хокејашка инфраструктура је одлично развијена и њену основу чине 84 затворена терена стандардних димензија.